# Karimama (arrondissement)
Karimama är ett arrondissement i kommunen Karimama i Benin. Den hade 7 775 invånare år 2002.